# Les mignonnes
Les mignonnes (Residencia para espías) è un film del 1966 diretto da Jesús Franco.
È il secondo di una coppia di film che Franco girò con Eddie Constantine nel ruolo di protagonista nel 1966, entrambi legati al filone Euro-Spy, liberamente ispirato ai film di James Bond. Se il film precedente - Cartas boca arriba - costituiva una sorta di parodia d'autore, grazie alla collaborazione di Jean-Claude Carrière alla sceneggiatura, Residencia para espías ripropone il modello in una dimensione insieme commerciale e decontestualizzata, secondo le modalità più tipiche del regista spagnolo.

## Trama
L'intervento di un delegato durante una riunione dell'ONU, che rivela la presenza di aerei equipaggiati con missili atomici pronti a volare alla volta di Istanbul, fa emergere una clamorosa fuga di notizie nei servizi segreti americani.
La CIA invia in Turchia l'agente Dan Leyton - che la fidanzata Marion ha appena lasciato, dopo averne scoperto l'ennesima tresca - con l'incarico scovare la rete di spie nemiche.
Leyton si reca a ricevere istruzioni dal capo dei servizi segreti ad Istanbul, il colonnello Spokane, un vecchio amico che gli ha salvato la vita durante la seconda guerra mondiale. Nella sua casa fa la conoscenza di Janet, la giovane e affascinante moglie del colonnello, che mostra per lui un chiaro interesse.
Spokane è convinto che il bandolo della matassa si trovi in un collegio femminile, aperto dalle autorità americane, da cui è scomparsa una ragazza.
Giunto al collegio, Leyton si trova agli ordini del comandante Pendleton: una donna arcigna e autoritaria. Qui incontra Marion, la sua fidanzata ufficiale, anche lei inviata dai servizi segreti, che al collegio si fa passare per un'insegnante di psicologia.
Leyton scopre il cadavere del capitano Hunter, il capo del controspionaggio americano a Istanbul. Del delitto è accusato il braccio destro di Hunter, il tenente Smith, la cui fidanzata, Sofia, è nel frattempo scomparsa, e si sospetta possa trovarsi oltre la cortina di ferro.
Con l'aiuto di Willy, un malavitoso turco, gestore di un locale, Leyton riesce a penetrare nel territorio bulgaro e a procurarsi le prove dell'innocenza di Smith e della sua fidanzata. Ma intanto, all'interno dell'ameno collegio femminile, gli omicidi si susseguono e non emerge alcun indizio che consenta di venire a capo del mistero.
Nel contempo, Leyton si trova a combattere contro se stesso per resistere alla corte sempre più incalzante di Janet e, alla fine, scopre che la moglie dell'amico perde ogni sera una fortuna nelle case da gioco. Dove troverà tutto quel danaro? Dopo aver affrontato Janet e averla accusata di essere collusa con i traditori, Leyton si rende conto che non è stata lei ma proprio Spokane a vendere le informazioni per procurarsi il danaro con cui colmare i debiti di gioco dell'affascinante moglie. Si reca a casa dell'amico e gli promette di non accusarlo se egli saprà comportarsi da uomo.
Quindi si allontana rapidamente, mentre da lontano si odono l'urlo di una donna e il colpo di rivoltella con cui il traditore si toglie la vita.

## Titoli e distribuzione
- Golden Horn (titolo usato durante le riprese)
- Ça barde chez les mignonnes (Francia, 1969)
- Dan chez les gentlemen (Belgio)
- Les mignonnes (Italia, 1969)

La licenza della versione originale spagnola è di proprietà della JV Imagen.

## Edizioni in DVD
Finora il film è uscito in DVD solo nelle edicole spagnole, edito da Naimara Producciones (2005). Si tratta di una riedizione della videocassetta della Divisa Ediciónes, di qualità altrettanto bassa.